# Gran Isla de Estrasburgo
La Gran Isla de Estrasburgo (en francés, Grande île), también llamada Elipse Insular, es la  isla fluvial formada por la canalización del río Ill, próximo a su desembocadura en el Rin, y sobre la que se asienta el centro histórico de la ciudad francesa de Estrasburgo, surgida a partir de la fundación  romana de Argentoratum y de la villa medieval de Strateburgus. La Gran Isla fue declarada Patrimonio de la Humanidad por la Unesco en 1988. El Consejo Internacional de Monumentos y Lugares destacó de la Gran Isla la conservación de "un antiguo barrio que es una muestra de las ciudades medievales."
Entre el patrimonio conservado, enmarcado en una topografía urbana típica medieval, destacan los edificios religiosos de la catedral de Notre-Dame, cuarto edificio religioso más alto del mundo y ejemplo de la arquitectura gótica flamígera del siglo XV, la iglesia de Santo Tomás, el conjunto de culto católico y protestante de San Pedro el Viejo, la iglesia de San Pedro el Joven, la iglesia de San Esteban, y el Templo Nuevo (reconstruido después de la guerra de 1870). La obra de ingeniería de canalización y de barreras conocida como de los Puentes Cubiertos, el barrio de la Pequeña Francia (Petite France), el Palacio de los Rohan, La antigua aduana y numerosos edificios maisons a collombages de arquitectura civil reconocibles por la técnica de construcción de vigas vistas o entramado visto de madera, como la casa Kammerzell son también ejemplos del patrimonio de la Gran Isla.

## Galería de fotos

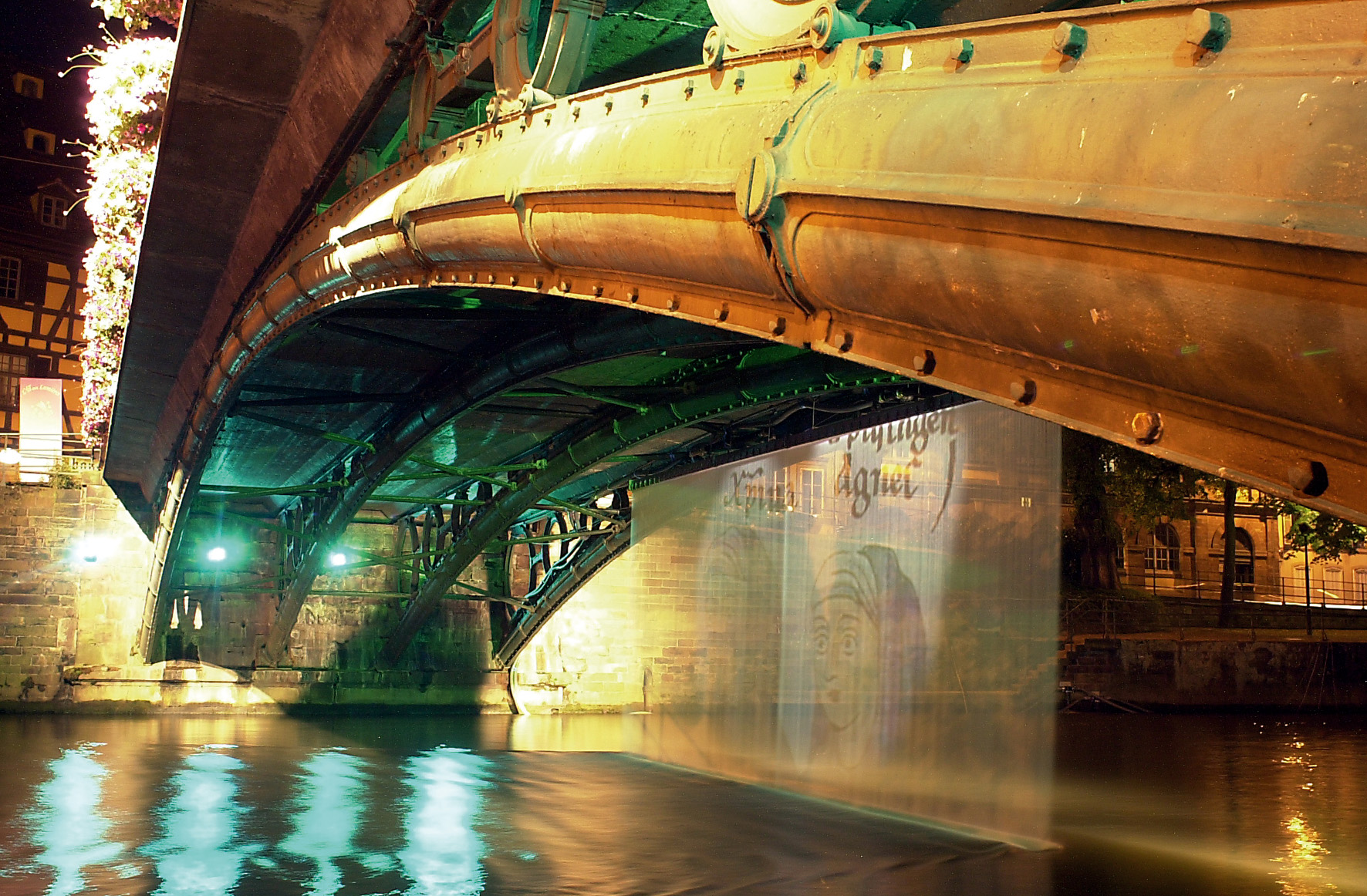
Rio Ill
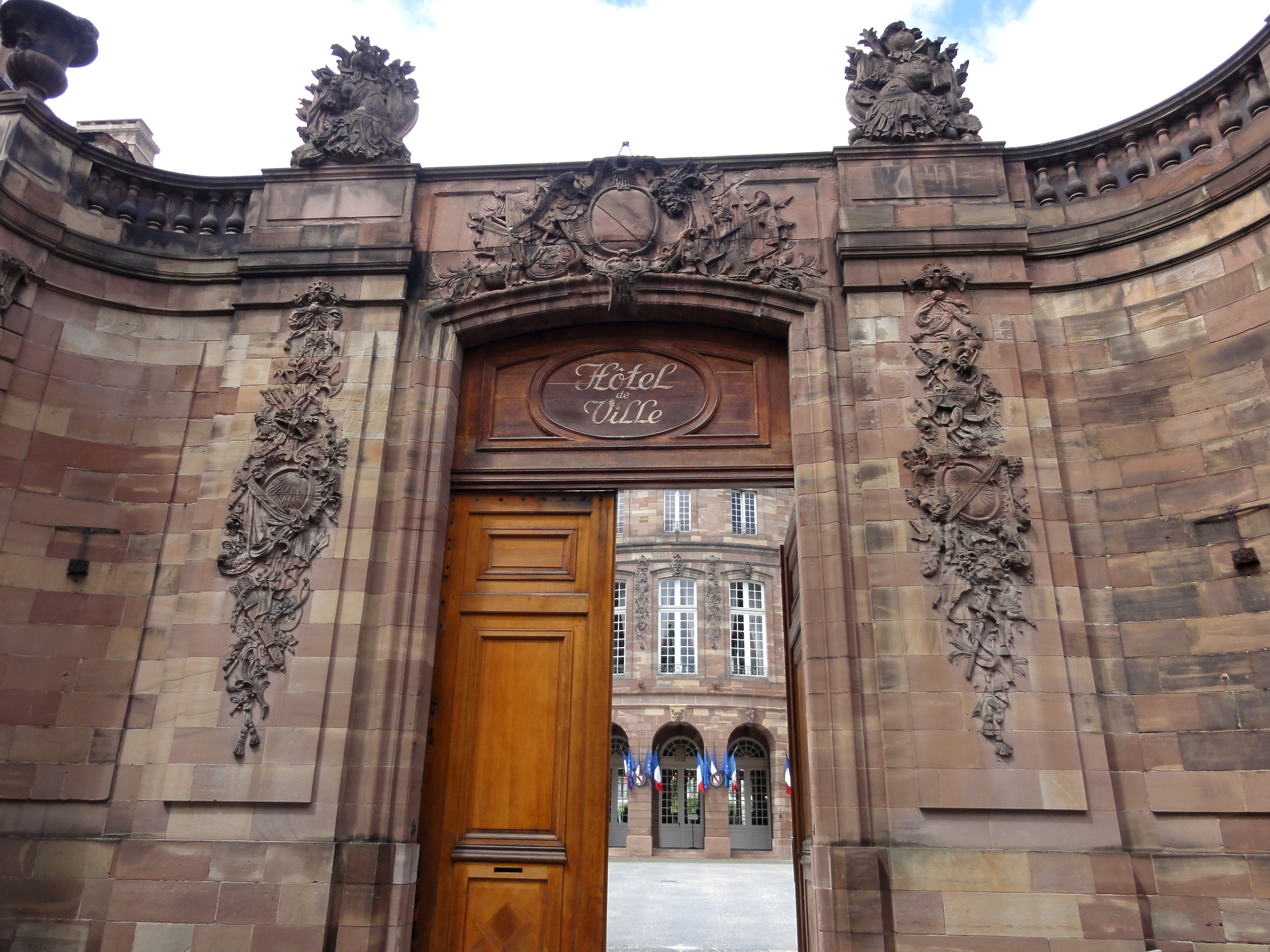
Entrada al ayuntamiento de la ciudad.
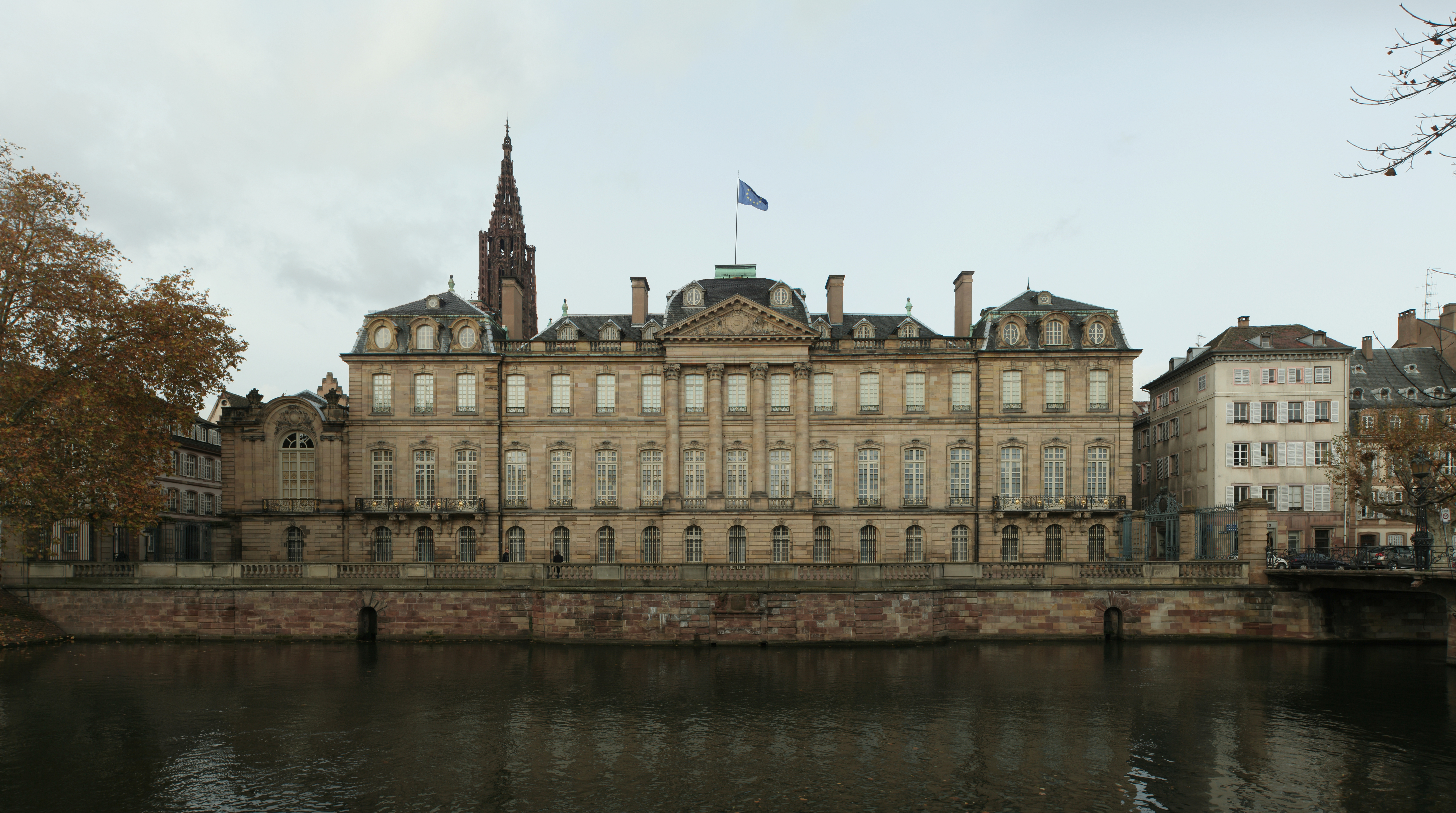
El palacio Rohan, visto desde el muelle Bateliers.